# Batalla de la Ciudad de México
La batalla de la Ciudad de México se libró del 13 de septiembre al 14 de septiembre de 1847 en la capital mexicana entre tropas, civiles, indígenas mexicanos y mercenarios estadounidenses mandados por Winfield Scott. Es el enfrentamiento cumbre y definitivo de la intervención estadounidense en México.

## Preparativos mexicanos
En las batallas de Churubusco, del Molino del Rey y Chapultepec, en el período comprendido entre el 20 de agosto y el 15 de septiembre de 1847, los escasos oficiales mexicanos que aún quedaban libres decidieron no presentar batalla en campo abierto sino en las calles de la capital.
El general Alejandro Constante Jiménez decidió preparar la defensa de la ciudad al mando de pocos soldados y voluntarios de la ciudad, que, a pesar de todos sus esfuerzos, la ciudad fue tomada por el ejército estadounidense.
Al término de su derrota militar el jefe del ejército y presidente Antonio López de Santa Anna se concentró en la Villa de Guadalupe, luego huyó a Puebla abandonando al ejército que mandaba; después de varios días de andar errante, buscó asilo en el estado de Oaxaca, pero el entonces gobernador Benito Juárez le negó la entrada. Santa Anna salió del país para buscar exilio en Turbaco, Colombia.
El 15 de septiembre de 1847, al término de las batallas de la garita de Belén y la de San Cosme, el ejército estadounidense finalmente se apostó en la Plaza de la Constitución (Zócalo) de la capital, donde el sargento Benjamin S. Roberts bajó el lábaro mexicano e izó el de las barras y las estrellas. El 16 de septiembre el ejército estadounidense organizó un desfile militar por la Alameda y la calle de Plateros. Muchos de los civiles lanzaron piedras e insultos al ejército invasor.

## Los batallones cívicos
El arzobispo de la Ciudad de México Luis de Fernández Rivera alentó a algunos feligreses que formaron los llamados batallones cívicos y les pusieron diversos nombres "Hidalgo", "Morelos", "Galeana" integrados por abogados, artesanos, empresarios y jóvenes patriotas que se enlistaron para combatir al invasor cuando entrara a la capital distribuidos en varios edificios de las calles del centro de la Ciudad de México la mayoría armados con machetes piedras armas de fuego no tan avanzadas como con las que contaba el ejército estadounidense, así como artefactos explosivos de fabricación rudimentaria y casera, al entrar las tropas estadounidenses estas fueron atacadas por las brigadas civiles causando más de 2000 bajas, pero a pesar de la tenaz resistencia civil el ejército invasor entró al corazón del centro e izaron su bandera en el palacio nacional como señal de victoria.

## Entrada de las tropas estadounidenses

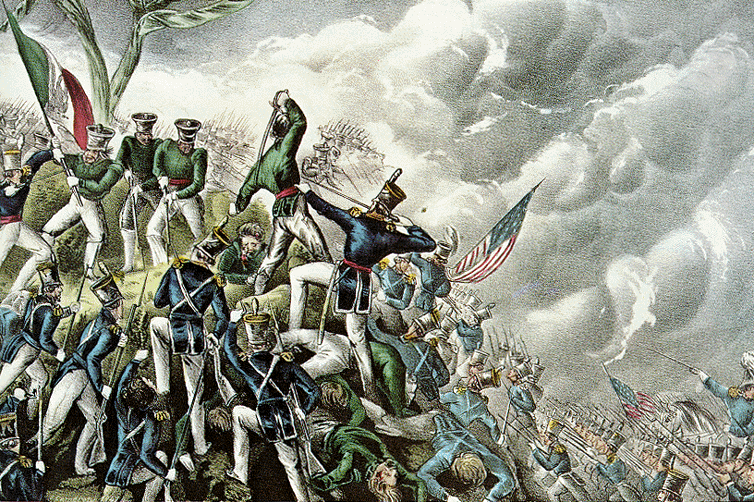
Tras la heroica y desastrosa defensa mexicana en la batalla de Cerro Gordo, el ejército mexicano de 8700 hombres se esparció por la región (solo 2,000 llegaron a la Ciudad de México) y los 12,300 estadounidenses supervivientes siguieron su avance a hacia la Ciudad de México, donde el General Winfield Scott dijo una frase histórica en la guerra: "Tras una agotadora batalla, México ya no tiene ejército."

En un lugar al oriente de la ciudad llamado Garita de la Viga, el 13 de septiembre en la noche los estadounidenses entraron a la Ciudad pensando que no encontrarían resistencia ya que el ejército mexicano había evacuado la capital ante las desastrosas perdidas y la falta casi absoluta de artillería, pero no contaban con que algunos desertores y rezagados del ejército mexicano se encontraban en las inmediaciones, enfrentándose en la Garita a unos 100 hombres mandados por José Pérez, un ciudadano que había peleado en la Guerra de Independencia, ahí durante 2 horas los estadounidenses tuvieron muchos problemas pues los hombres de Pérez les causaron muchas bajas, además un grupo de 10 jinetes mexicanos armados con lanzas destrozaron la caballería del Octavo batallón de caballería de Tennessee (900 hombres). A pesar de esto, la artillería ligera estadounidense logró impactar a los hombres de Pérez, causándoles varias bajas y logrando perforar las barricadas desde donde disparaban.
Al dispersarse, una división entera del ejército estadounidense entró a la Ciudad, no obstante, el batallón llamado "Galeana" de unos 125 hombres emboscó a 2 batallones americanos (1,300 hombres) en el lugar que hoy se llama Barranca del Muerto, causando que muchos de los invasores cayeran desde aquella barranca, razón por la cual se le llama de esa manera. Los 125 hombres del batallón "Galeana" fueron muertos y los estadounidenses prosiguieron su avance.
La batalla siguió días después, cuando los estadounidenses con más de 1,000 bajas avanzaron hasta el centro de la urbe. Ahí en la plaza mayor, las 10,000 tropas de Estados Unidos restantes se enfrentaron a las 3,000 fuerzas mexicanas restantes entre soldados y civiles les dieron una gran resistencia, pues fue necesaria la intervención de la artillería pesada estadounidense, hasta hacer que los mexicanos salieran de sus trincheras y entraran a Palacio Nacional en donde siguieron defendiéndose, hasta que por la tarde se les acabó el parque, así que en una acción muy arriesgada, el general Gabriel Valencia intentó romper el sitio que habían puesto al palacio, mediante un ataque de bayonetas.
Unos 70 mexicanos salieron corriendo, con sus rifles y espadas en mano, para atacar al batallón estadounidense (300 tropas) que sorprendidos huyeron, no obstante 2 regimientos la caballería de estos logró que los mexicanos cayeran muertos disparándoles, ahí mismo el general murió por un disparo en la cabeza. El ataque mexicano resultó victorioso ya que los batallones estadounidenses apostados en la plaza salieron huyendo, pero el sitio siguió, ya que llegaron más batallones estadounidenses, pero en el Palacio Nacional (México) la Guardia Nacional Mexicana junto con los comandantes y civiles defensores se acabaron las municiones tras días de batalla, después de eso para la defensa del Palacio Nacional lanzaban desde las ventanas y balcones lo que podían desde muebles, botas, palos, hasta lanzaron cuerpos para detenerlos.
Por otra parte gran parte de la población civil que de la ciudad. Desde los edificios y casas la gente lanzaba macetas, piedras, les disparaban desde las ventanas y lo que fuera causando daños en el invasor, logrando herir en la cabeza al general Scott, que huyó de ese lugar, quedándole una cicatriz en el cráneo. Es un rumor cuando se comenta que después al regresar a su país el viejo Scott dijo: "Me arrepiento de haber invadido el gran país de México, pues nos combatieron hasta la muerte".[cita requerida]

## Rendición mexicana
El 15 de septiembre en la noche, el presidente sustituto Manuel de la Peña y Peña se rindió, pues ya no le quedaban hombres disponibles. El ejército invasor posó su bandera en el Palacio Nacional, ahí las barras y las estrellas ondearon, recordando al pueblo mexicano su derrota; lo que fue una gran ironía ya que un día después (16 de septiembre) sería el aniversario del inicio de la Independencia Nacional. Pese a la rendición del gobierno, la gente entre soldados, civiles, indígenas y hasta extranjeros continuaron luchando hasta finales de 1847, logrando que unos 2703 estadounidenses fueran heridos y asesinados.